# Филипс, Родни, 4-й виконт Сент-Дэвидс
Родри Колвин Филипс, 4-й виконт Сент-Дэвидс (англ. Rhodri Colwyn Philipps, 4th Viscount St Davids; родился 16 сентября 1966 года) — британский наследственный пэр. Бизнесмен и директор компании, по состоянию на июль 2017, Филипс был объявлен банкротом три раза, имел судимость за финансовые злоупотребления и еще два осуждения за угрожающие сообщения и был приговорен к 12 неделям тюремного заключения за один из последних.

## Титулы и семья
Родился 16 сентября 1966 года. Старший сын и наследник британского пэра Колвина Филипса, 3-го виконта Сент-Дэвидса (1939—2009), и Августы Виктории Коррей Ларраин Угарте (гражданка Чили, из Сантьяго).
Помимо виконтства, которое он унаследовал после смерти отца, он имеет старые титулы барона Стрейнджа из Нокина (1299), барона Хангерфорда (1426) и барона де Молинса (1445), а также баронетство из Пиктон-Касла (1621). Он также является сонаследником баронства Грей из Ратина.
6 сентября 2003 года в Лондоне Родни Филипс женился на декораторе интерьера Саре Луизе Батчер, которая носит титул леди Сент-Дэвидс. У супругов нет детей. Предполагаемым наследником виконтства является его младший брат Роланд Августо Джестин Эстанислао Филипс (р. 1970).

## Юридические проблемы

### Финансовые вопросы
Родни Филипс привлек внимание, по крайней мере, с начала 2000-х годов, в связи с его бизнесом и юридическими делами. Впервые он был объявлен банкротом в 2002 году и впоследствии занимал директорские должности в нескольких компаниях. В сентябре 2008 года Филипс провел более года в тюрьме в Нюрнберге. Были расследованы претензии, что он использовал более 350 000 фунтов стерлингов средств компании на продвижение оперного певца, 12 000 фунтов стерлингов на аренду частного самолета и 5000 фунтов стерлингов на дробовик у Джеймса Перди . В конце концов он был приговорен немецким судом к двум годам условного тюремного заключения за бесхозяйственность средств, связанных с его строительной компанией Hans Brochier, из которой он перевел семизначную сумму недавно зарегистрированной компании в Великобритании в 2005 году. В 2009 году он обжаловал приговор.
В сентябре 2010 года поместье Филипса в Западном Сассексе, Стрейндж-Плейс в Нортчапеле было изъято в пользу банка Barclays. В марте 2011 года он был признан банкротом во второй раз, и в ноябре 2011 года его жене, виконтессе Сент-Дэвидс, был предъявлен иск за неоплаченные долги.
В марте 2012 года Родни Филипс безуспешно подал в суд на offshore legal advisors Corporate & Chancery Group за £110 млн в Верховном суде Маврикия, обвинив его в мошенничестве и бесхозяйственности. В феврале 2016 года он был объявлен банкротом в третий раз.

### Угрозы
После жалобы, поданной в ноябре 2016 года, Родни Филипс был арестован в январе 2017 года сотрудниками столичной полиции, расследующими онлайн-насилие в отношении 51-летней женщины. В марте 2017 года ему было предъявлено обвинение в злонамеренных сообщениях с расовыми отягчающими факторами в связи с предполагаемыми угрозами в адрес Джины Миллер, которая стояла за успешным судебным иском против намерения правительства Великобритании уведомить о выходе из Европейского Союза без акта парламента. Среди других сообщений он написал в Facebook: «£5000 для первого человека, который „случайно“ переехал этого кровавого беспокойного иммигранта первого поколения» и «Если это то, чего мы должны ожидать от иммигрантов, отправьте их обратно в их вонючие джунгли». Он признал себя «невиновным» по трем обвинениям в угрожающем общении в соответствии с разделом 127 Закона о коммуникациях 2003 года, когда он появился в Вестминстерском магистратском суде 2 мая 2017 года. На майском слушании обвинение заявило, что корона будет добиваться продления срока наказания из-за расового фактора обострения . Он был признан виновным по двум обвинениям на суде 11 июля 2017 года, на котором он защищался. Филипс также был осужден за комментарии, сделанные в ответ на новостную статью об иммигранте, в которой он написал: «Я открою торги. £ 2,000 наличными для первого человека, чтобы вырезать Арнольда Саба на куски. Кусок дерьма». Родни Филипс, который назвал свои собственные комментарии «сатирой», был приговорен к 12 неделям тюремного заключения. Он был освобожден под залог в ожидании апелляции. Апелляция была отклонена Филипсом 25 августа 2017 года через пятнадцать минут после того, как судья Дебора Тейлор сообщила, что Корлевский суд в Саутуорке признал, что существует риск увеличения срока его заключения. Затем Родни Филипс должен был отбыть оставшуюся часть своего первоначального срока.